# Carnaval de Marie-Galante

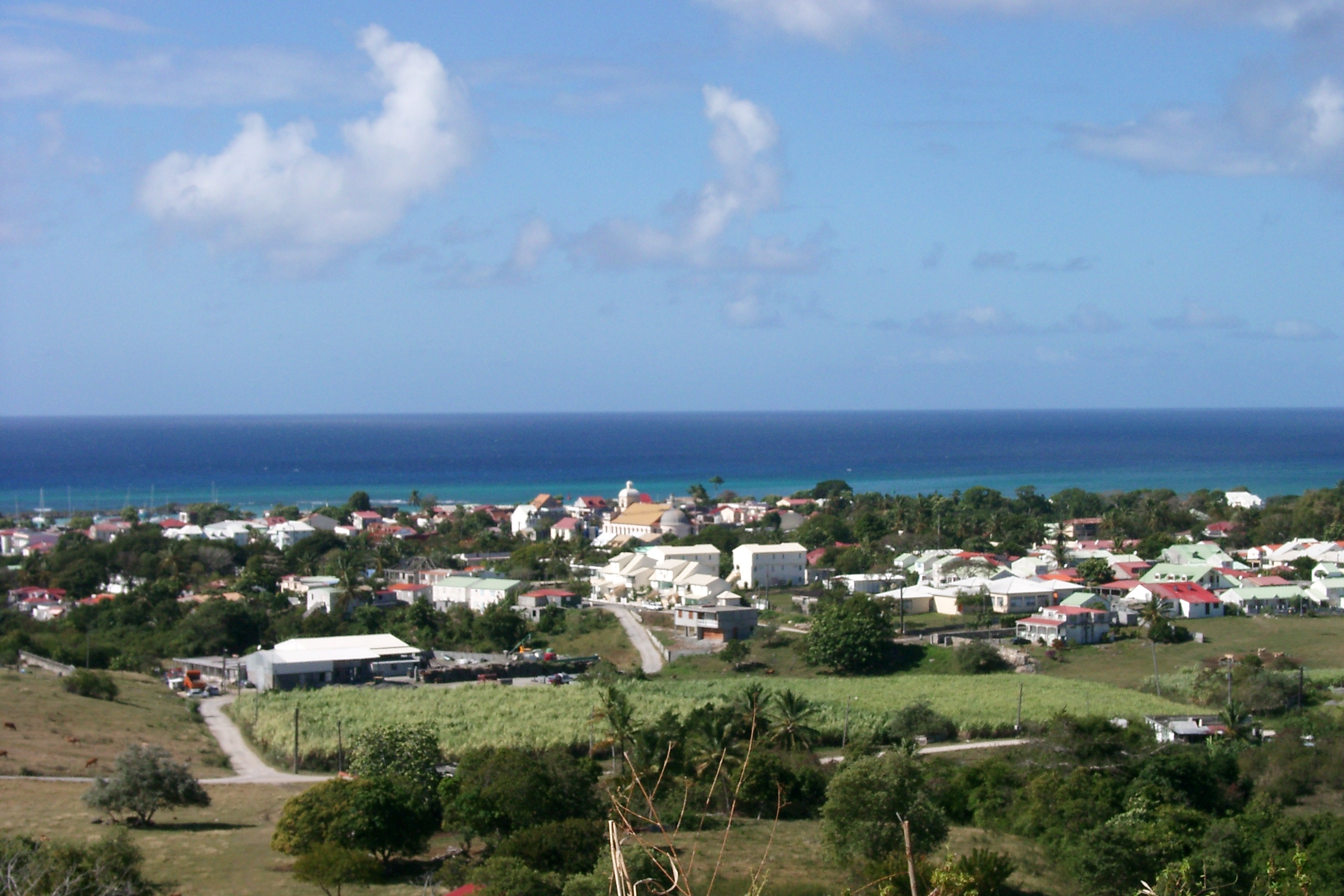
Grand-Bourg à Marie-Galante.

Le Carnaval de Marie-Galante est un événement festif et culturel annuel qui se déroule à Marie-Galante, en Guadeloupe, sur deux mois environ, entre le dimanche de l'épiphanie et le mercredi des Cendres. Le dernier jour du carnaval est marqué par la mort de Vaval, roi du carnaval. Fortement associé à la création locale et notamment à la musique gwoka, le carnaval de Marie-Galante est en quête d'une nouvelle expression symbolique et artistique.
Le carnaval et les jours gras change de communes à Marie-Galante chaque année, en fonction des groupes et de la fédération du carnaval. Certains défilés ne changent pas de lieu ou rarement, comme le défilé (ou déboulé) nocturne à Capesterre, organisé par le groupe à caisse claire Syncopal.
Dès le début de la période carnavalesque, des jeunes déguisés et masqués demandent une rançon aux automobilistes et piétons dans un esprit de fête.
Une grande parade carnavalesque est organisée chaque année, fin janvier, dans la ville principale, Grand-Bourg depuis 2013 nommée Woy Mi Mass. Elle y rassemble environ 9 000 à 10 000 personnes chaque année et regroupes plusieurs groupes de carnavals (à « Po », « Ti Mass » et à caisses claires) qui participe presque tous à un concours pour les meilleurs costumes, meilleure musique ou meilleure chorégraphie dont le thème est imposé par les comités de carnaval, sur un tapis rouge devant un podium sous les yeux des spectateurs et filmés en direct.

## Histoire
Le carnaval a été introduit par les colons au XVIIe siècle pour faire la fête avant de se restreindre au moment du carême. Progressivement, les esclaves furent autorisés à y participer. Ils purent intégrer certaines de leurs traditions. Ils pouvaient aussi se moquer de leur maître, sans conséquences. Aujourd'hui encore, l'histoire de la Guadeloupe est toujours très présente, comme l'utilisation du fouet et a pour objectif de faire la fête et d'utiliser la satire.

## Les jours du carnaval

### Dimanche Gras
Le Dimanche Gras, une grande parade est organisée : elle commence l'après-midi et se termine très tard le soir. Les concours qui y sont organisés sont principalement les concours de « Musique » et « festiverie » (ensemble de la présentation, costumes...). Les personnes masquées circulent dans les rues, faisant claquer leur fouet. C'est aussi la grande parade des reines et l'apparition de Vaval.

### Lundi Gras
Le Lundi Gras se déroule un défilé folklorique en pyjamas très tôt le matin (parfois à Saint-Louis). Le soir se déroulent les Grandes Parades nocturnes du Lundi Gras, durant cette parade se déroule le concours de chorégraphie. C'est le jour des mariages burlesques dans lesquels des couples se déguisent avec des vêtements du sexe opposé certaines fois.

### Mardi Gras
Le Jour Gras le plus important est marqué par la grande Parade à Marie-Galante, jour qui accueille le plus de monde. Le concours qui y est organisé est le concours de costume qui est centré sur un thème qui peut varier par groupes. La quasi-totalité des groupes y est conviée, de plus le circuit du Mardi Gras est très éprouvant. Il se déroule toujours dans une commune différente, en fonction de l'année. Le Mardi Gras est l'un des seuls jours où on sort le char, après les défilés le soir, un petit (ou gros camion), déplaçant avec lui de grosses enceintes jouant de la musique dancehall, bouyon, trap, compas, etc. Toutes les générations s’entremêlent mais la présence des jeunes est généralement plus marquée.

### Mercredi des cendres
C'est le jour du grand « vidé ». On brûle Vaval, roi du carnaval, devant une foule habillée en noir et blanc.

## Les figures emblématiques
Vaval (diminutif créole de Carnaval) est le roi du carnaval. Il symbolise et incarne tous les problèmes de l'année écoulée. Il défile le dimanche gras. Il meurt le mercredi des cendres devant la foule qui chante « vaval, vaval, vaval ka kité nou, malgré la vi la rèd, vaval ka kité nou ». Il est représenté par un bwa-bwa (mannequin) représentant un personnage souvent connu. L’incinération de Vaval est le symbole de la purification des âmes.
La Reine peut se présenter dans trois costumes différents : costume traditionnel, tenue de soirée, travestie. Elle accompagne Vaval.
Le Mas ou le Mass (masque) est une personne ou un groupe de personnes défilant en marge du défilé officiel. C'est aussi le costume qui fait référence à un personnage de l’histoire ou de l’imaginaire guadeloupéen et qui rappelle l'Afrique. Le Mas est là pour effrayer, déranger et choquer.
- Mass a lan-mò, mass lan-mò, mass lan-mò ou mass lamow (Masques de la mort) : est souvent drapé de blanc ou de noir et porte un masque funéraire. Pendant le défilé, il peut envelopper la foule ou piquer le spectateur d’une épingle.
- Mass a konn (Masques à cornes) : c'est le symbole du taureau, synonyme de puissance dans un monde rural.
- Mass a fwet (Masques à fouet) : est souvent habillé de chemise et de pantalon en tissu madras, tête encagoulée et masquée; il représente la virilité et la fécondité[7].
- Mass a miwa (Masques à miroirs) : habillé en costume de tissus de couleurs vives ou de madras, parsemé de fragments de miroirs. Il symbolise le changement et la mutation et fait référence au dieu Janus[8]. Il est aussi un hommage à la communauté indienne[9].
- Mass a kongo, Mass a goudwon (Masques de goudron) ou Mass gwo-siwo (masque gros sirop) : est vêtu de « konoka » (pantalons de travailleurs des champs), d'un short ou d'un simple cache sexe, il s'enduit toutes les parties visibles du corps d'un mélange de mélasse destinée à noircir la peau et rougit ses lèvres de roucou. Ils représentent les nègres importés d'Afrique et la présence africaine dans le présent. Dans le passé, un des membres effectuait une danse acrobatique en montant sur deux longs bâtons posés sur les épaules de quatre hommes[10].
- Mass a rubans : est vêtu de long rubans cousus sur ses vêtements brillant et d'un chapeau. Leur danse consistait à tourner au pied d'un mât en tressant autour de celui-ci de longs rubans. Le symbole phallique a son importance dans ce mass. Ce mass est importé par les travailleurs indiens (Immigration indienne) et a, de nos jours, presque disparu[11].
- Mass a hangnion ou Mas a rannyon (masque en haillons) : il porte des haillons multicolores cousus sur un vieux vêtement et symbolise la pauvreté. Après les fêtes de Noël et les dépenses, la population n’a pas d'autre choix que de récupérer de vieux vêtements. Il ouvre le carnaval[9].
- Mass a Lous (Masque à l'ours) : est vêtu de feuilles de bananes et porte un masque avec des cornes de bœuf. Il est le symbole de l'héritage des temples religieux africains et symbolise une divinité africaine.
- Mass a roukou ou Mas a woukou (masque de roucou) : est vêtu d'un pagne fait de feuilles et est recouvert d'huile de roucou. Il représente les premiers habitants de Guadeloupe : les Indiens Caraïbes ("zendien Karaib").
- Mass a biki ou moko zombi : il existe depuis le début de XXe siècle. C'est un homme habillé en femme, masqué et monté sur échasses. Il danse au son du triangle, du tambour basque et de l'accordéon. Il représente les esprits, les zombis ou le diable. Il portait un parapluie qu'il utilisait pour faire la quête[12].
- Mass a Man Ibè (Masque de Madame Hubert) : symbole des hypocrites et des traîtres. Madame Hubert était une guérisseuse de Pointe-à-Pitre qui parcourait les bois la nuit, accompagnée de ses chiens, à la recherche de plantes médicinales et magiques[13]. Elle était critiquée le jour par ceux qui venait la consulter la nuit.
- Mass a zonbi (Masques de zombie) : créé pour le Lundi-gras de 1991 par le groupe carnavalesque Voukoum. Le carnaval n'est pas pratiqué par les esclaves restés fidèles au voudou et autres coutumes africaines car il servait aux maîtres à se moquer des esprits. Les rituels et les cultes antiques d'Afrique étaient méprisés et les ancêtres injuriés.

## Groupes Carnavalesques
Les groupes (dans le XXIe siècle) sont divisés en trois grandes catégories.

### Groupe à «Po»
Les groupes à « Po » utilisent des tambours à peau d’animal, des chachas et cornes (ou conques) à lambis. Sur la région Pointoise ils jouent la musique « Sen Jan » (Saint Jean) (ex : le groupe Akiyo) et sur la région Basse-terrienne c'est plus généralement la musique Gwo Siwo qui est jouée (ex: le groupe Voukoum). Leur marche est vigoureuse et ils sont souvent surpeuplés.

#### Sous groupes
On peut compter des sous-groupes parmi les groupes à « Po » :
- Les groupes à fouet : leurs adhérents font claquer des fouets généralement pour exprimer la souffrance qu'enduraient les esclaves durant la colonisation ;
- Les groupes « gwo siwo » : leurs adhérents sont couverts d'un sirop noir très odorant (« siwo batri ») ;
- Les gros tambours (très rares aujourd'hui) ;
- Les cortèges à pied : ce sont les plus communs.

#### Groupes emblématiques
- Akiyo fondé en 1979, le 1er groupe à Po ;
- Nasyon a Nèg Mawon ;
- Point d'interrogation ;
- Voukoum fondé en 1988, le 1er à jouer la musique Gwo Siwo ;
- Kombin' A Mas, Grand-Bourg.

### Groupe «Ti Mass»
Les groupes de ce type, tels que nous les connaissons aujourd'hui, sont apparus au milieu des années 2000. Malgré leurs masques et leur costumes stéréotypés ils arrivent la plupart du temps à innover grâce à leurs chorégraphies et à leur humour.

#### Groupes emblématiques
- Mass Moule Massif ;
- Atafaya ;
- Otantik Mass, originaire de Bambara.

### Groupes à caisses claires
Les groupes à caisses claires sont très nombreux. Leurs costumes sont très diversifiés. Seuls groupes utilisant des sections de cuivres, ce sont les groupes dont le financement est le plus onéreux. Ils sont reconnaissables à leur musique et, évidemment, à leurs costumes et à leurs chars.

#### Groupes emblématiques
- Magma de Basse-Terre
- Toumblack TNS
- Avan Van du Moule
- Bouyot dorée de Bouillante
- Waka de Basse-Terre
- Syncopal de Capesterre
- Explosion de Capesterre
- Flan'm de Saint-Louis

## Carnaval des enfants
Les enfants ne sont pas oubliés dans le carnaval. Pour preuve un événement majeur est organisé :
- le carnaval des enfants.

Cet événement est organisé par toutes les écoles élémentaires de Marie-Galante qui se réunissent pour former un grand carnaval avec les enfants, déguisés avec des vêtements, réalisés par eux-mêmes.
L'enfant a aussi son mass : mass a banblet 15.

## Retransmission télévisée
Depuis plusieurs années, la grande parade du carnaval de Woy Mi Mass à Grand-Bourg est retransmis en direct à la télévision et sur Internet. Les téléspectateurs peuvent voter par téléphone ou par SMS lors des concours.